# Carcharhinus falciformis
Carcharhinus falciformis là một loài cá trong họ Carcharhinidae. Nó là một trong các loài cá mập có nhiều ở vùng biển khơi, và có thể được tìm thấy trên khắp thế giới ở các vùng nước nhiệt đới. Tính di động cao và di cư nhiều, loài cá này thường được tìm thấy ở thềm lục địa ở độ sâu đến 50 m (164 ft). Nó có thân thon thả và thuôn và thường có độ dài 2,5 m (8 ft 2 in). 

## Hình ảnh

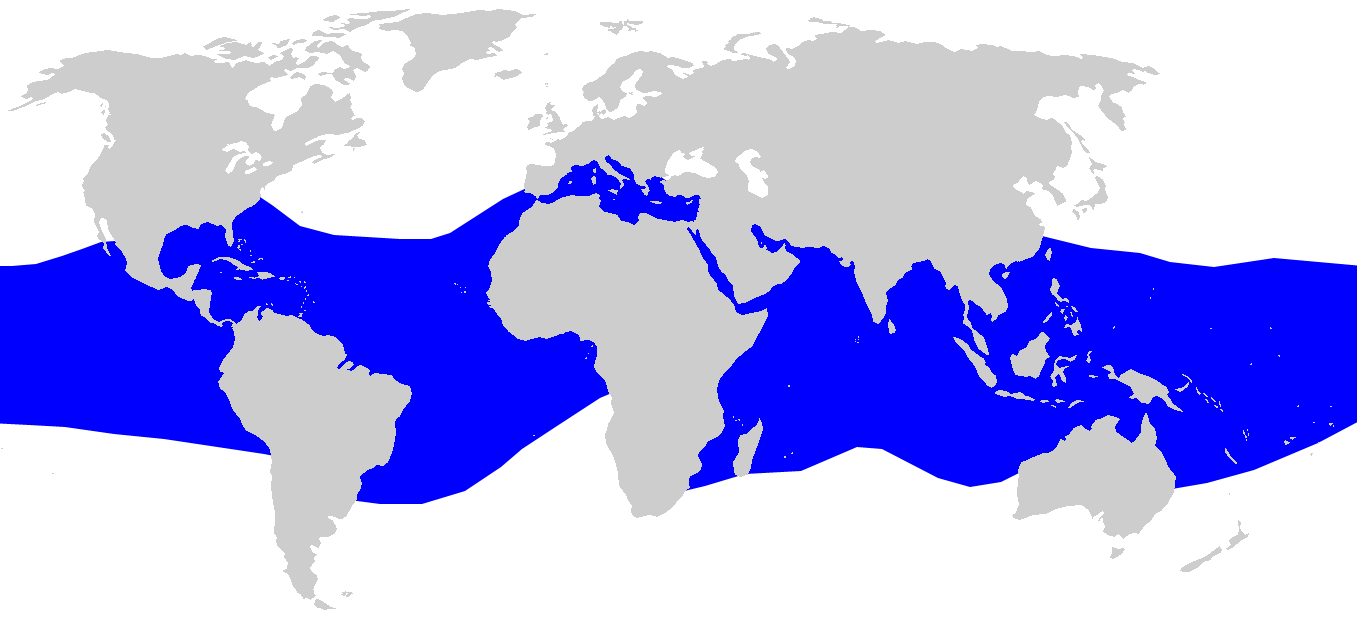
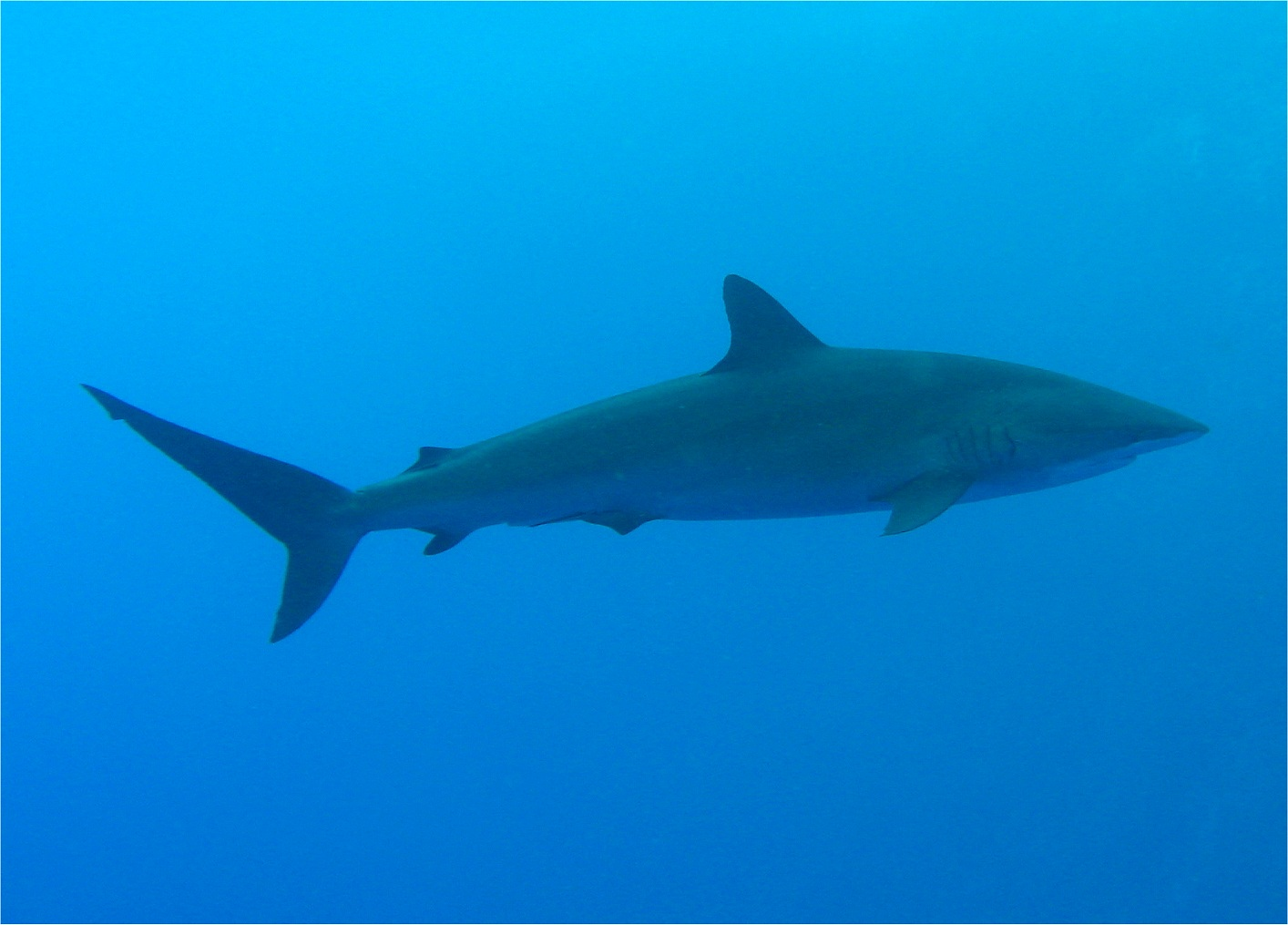
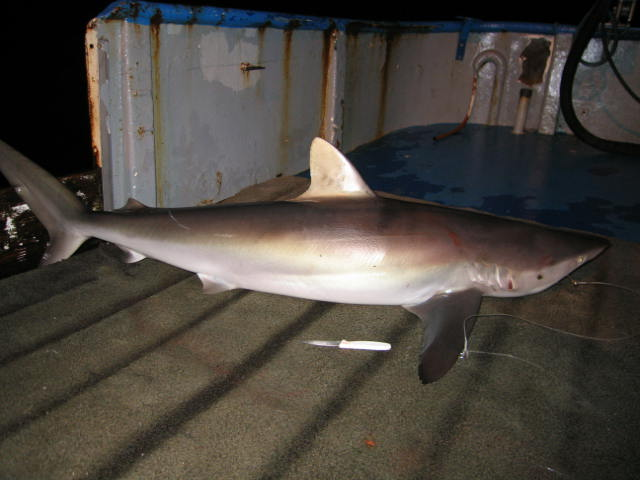
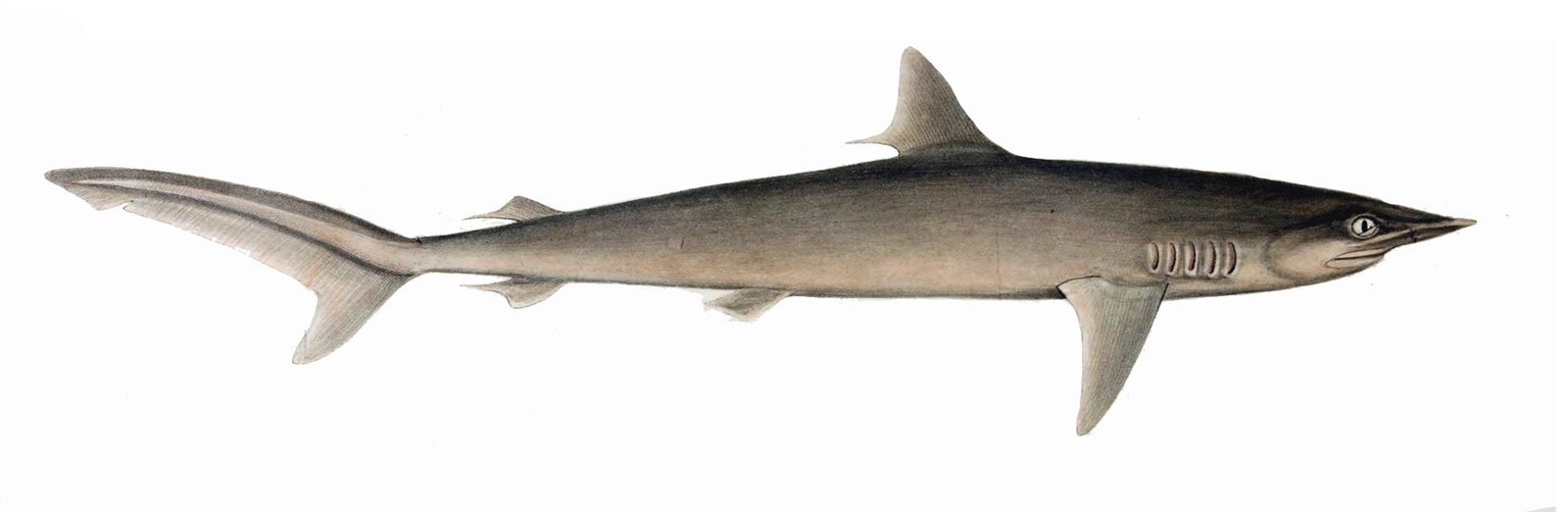